# Момбелло-Монферрато
Момбелло-Монферрато (итал. Mombello Monferrato) — коммуна в Италии, располагается в регионе Пьемонт, в провинции Алессандрия.
Население составляет 1110 человек (2008 г.), плотность населения составляет 56 чел./км². Занимает площадь 20 км². Почтовый индекс — 15020. Телефонный код — 0142.

## Демография
Динамика населения:

## Администрация коммуны
- Официальный сайт: http://www.comune.mombellomonferrato.al.it/